# Philippe Journo
Pour les articles homonymes, voir Journo.
Philippe Journo, né le 7 juin 1961 à Tunis, est un homme d'affaires et chef d’entreprise français. Il est le président-fondateur de la Compagnie de Phalsbourg, groupe et acteur majeur de l’immobilier en France

## Origines
Fils d’un père commerçant et d’une mère institutrice, il grandit en Tunisie et s’installe à Paris avec ses parents à l'âge de sept ans afin que sa sœur, aveugle de naissance, puisse fréquenter des établissements adaptés. 

## Formation
Philippe Journo obtient son diplôme de l’École Supérieure des Sciences Economiques et Commerciales (ESSEC Business School) en 1986. 

## Carrière
En 1986, Philippe Journo reprend une PME de textile en difficulté puis la revend. Il fonde par la suite, en 1989, la Compagnie de Phalsbourg, groupe et acteur majeur de l’immobilier français. Il a choisi ce nom car « C'est la ville d'origine de la famille de la mère de ma fille… mais aussi celle des fondateurs de la banque Lazard. »
Initialement spécialisée dans l’immobilier commercial, la Compagnie de Phalsbourg développe de grands projets comme L'Atoll à Angers en 2012, Waves à Metz en 2014, Ma Petite Madeleine à Chambray-lès-Tours en 2016, The Village à Villefontaine en 2018 ou plus récemment Mon Grand Plaisir dans les Yvelines en 2020.
Depuis 2015, Philippe Journo a opéré la diversification de sa société, notamment dans le cadre de "Réinventer Paris"(Mille Arbres, le Philanthro-Lab et Node) et "Réinventons la métropole du grand Paris" (TML, Babcock, Balcon sur Paris et Ecotone Arcueil).

## Engagements
Philippe Journo consacre jusqu'à 20% de ses revenus, chaque année, au mécénat.  
Philippe Journo, dans le cadre du concours Réinventer Paris, a pensé et créé le Philanthro-Lab, premier lieu destiné à favoriser l'essor de la philanthropie, qui occupe le dit hôtel de la Bûcherie, ancien site de la faculté de médecine de Paris. 

## Vie privée
Marié à Karine Journo, il est père de trois enfants Joachim et Eliott, ainsi que sa fille Charlotte 

## Distinction honorifique
- 2018 : Chevalier dans l’Ordre de la Légion d’honneur[17],[16] et Commandeur dans l’Ordre des Arts et des Lettres